# دیوید هاروی
دیوید هاروی (به انگلیسی: David Harvey) (زادۀ ۳۱ اکتبر ۱۹۳۵، گیلینگام، کِنت، انگلستان)، استاد ممتاز جغرافیا و انسان‌شناسی در دانشگاه شهریِ نیویورک است. هاروی یکی از مهم‌ترین نظریه‌پردازان در عرصهٔ مسائل اجتماعی جهان است و از جمله با نظریات خود درباره حق به شهر، جنبش‌های شهری و اوربانیسم (شهرگرایی) شناخته شده است.
او مدرک دکترای خود را در رشتهٔ جغرافیا در سال ۱۹۶۱ از دانشگاه کمبریج انگلستان دریافت کرده‌است. به دلیل تأثیر و نفوذ چشمگیرش، در میان ۲۰ نویسندهٔ مرجع در عرصهٔ علوم انسانی قرار گرفته‌است. علاوه بر آن، او یکی از مرجع‌ترین جغرافی‌دانان آکادمیک در سطح جهان است. هاروی کتاب‌ها و مقالات بسیاری نوشته‌است که در گسترش رشتهٔ جغرافیای نوین بسیار حائز اهمیت هستند. آثار او سهم عمده‌ای در گسترش مباحث اجتماعی و سیاسی داشته‌است. او به عنوان یکی از تاثیرگذارترین متفکران مارکسیست شناخته می‌شود، وی در سال ۲۰۰۷ به‌عنوان هجدهمین نویسندهٔ پر ارجاع در حوزه کتب علوم انسانی و اجتماعی معرفی شد. مبنای این رتبه تعداد ارجاعات علمی به کتاب‌های او در پایگاه داده توماس رویترز (ISI) بود. پیش‌تر در پژوهش انجمن سلطنتی جغرافیا که هدف آن یافتن جغرافیدان با بیشترین ارجاع در کشورهای انگلیسی‌زبان بود در فاصله سال‌های ۱۹۸۸–۱۹۸۴ بود، هاروی رتبه نخست را کسب کرده بود. هاروی اخیراً به دلیل بازگشتش به مقولهٔ طبقهٔ اجتماعی و رویکردهای مارکسیستی (به عنوان یکی از مهم‌ترین ابزارهای روش‌شناختی در نقد سرمایه‌داری جهانی، به‌ویژه شکلِ نولیبرالی‌اش)، شهرت دوچندان یافته‌است. او یکی از مفسرانِ پیشتاز اندیشهٔ حق به شهر (The Right to the City) است.

## کار و زندگی
او با رفتن از دانشگاه بریستول به دانشگاه جانز هاپکینز در بالتیمور ایالات متحده آمریکا، خود را در مرکز تازه در حال ظهور از جغرافیای رادیکال و مارکسیستی قرار داد. در آن زمان بی‌عدالتی، نژادپرستی و استثمار در بالتیمور قابل مشاهده بودند، و فعالیت‌های اطراف این مسائل در اوایل دهه ۱۹۷۰ در ساحل شرقی آمریکا، شاید بیشتر از بریتانیا، ملموس بود. مجله آنتیپاد در دانشگاه کلارک شکل گرفت؛ که هاروی یکی از اولین نویسندگان آن بود. انجمن بوستون متشکل از جلسات جغرافیدانان آمریکا در سال ۱۹۷۱ نقطه عطفی بود، که با تلاش هاروی ودیگران رویکرد سنتی هم رده‌های آن‌ها را مختل کرد. در سال ۱۹۷۲، در مقاله معروف در زمینه ایجاد محله گتو نشین، او برای ایجاد «نظریه انقلابی»، تئوری «اعتبار از طریق عمل انقلابی» استدلال آورد.
عدالت اجتماعی و شهر (۱۹۷۳) بیانگر این موضع هاروی است که جغرافیا نمی‌تواند به عنوان راهکاری در مواجه با فقر شهری و مشکلات مرتبط با آن باقی بماند. به‌طور گسترده‌ای به این موضوع استناد شده‌است (بیش از ۱۰۰۰ بار در سال ۲۰۰۵، در یک انتظام جاییکه ۵۰ استناد اندک هستند)، و این یک سهم قابل توجهی را برای نظریه مارکسی فراهم می‌سازد با این استدلال که سرمایه‌داری به منظور اطمینان از تکثیر خود فضا را نابود می‌کند. ماتریالیسم دیالکتیک کارهای بعدی هاوری، به ویژه محدودیت‌های تئوری پیچیده برای سرمایه را(۱۹۸۲)هدایت می‌کند. افزون برآن LTC، تجزیه و تحلیل جغرافیایی رادیکال سرمایه‌داری، و چندین کتاب در مورد فرایندهای شهری و زندگی شهری آن را دنبال می‌کنند. وضعیت پست مدرنیته (۱۹۸۹)، در حالی که استاد در آکسفورد بود نوشته شده‌است که کتاب پرفروشی بود (لندن مستقل آن را به عنوان یکی از پنجاه کاری بیشترین اهمیت را در میان آثار غیر داستانی چاپ شده از سال ۱۹۴۵ دارد نامگذاری شد). که این نقد ماتریالیستی از ایده‌ها و استدلال‌های پست مدرن است، این در واقع نشان دهنده ظهور تناقضات در درون نظام سرمایه‌داری به خودی خود می‌باشد. عدالت، طبیعت و جغرافیای تفاوت (۱۹۹۶) بر عدالت اجتماعی و زیست‌محیطی تمرکز می‌کند (هر چند چشم‌انداز دیالکتیکی آن خشم برخی از سبزها را به خود جذب کرده‌است). فضاهای امید (۲۰۰۰) موضوعی آرمانی است و ممکن است مخالفتی با نحوه تفکر سوداگرانه دربارهٔ چگونگی نگاه به جهان بینی جایگزین نداشته باشد.
واکنش‌های انتقادی به آثار هاروی هم‌چنان ادامه دارد. در همان سال‌های نخست، اندک علاقهٔ موجود بین هاروی و طرفداران «علم جغرافیای کمی و بدون جنبهٔ سیاسی» که نمایندهٔ برجستهٔ آن برایان بری (Brian Berry) از دانشگاه تگزاس در دالاس بود، از میان رفت. تعهد مداوم هاروی به مارکس، منجر به تجدیدنظر منتقدان در مورد او و در برخی موارد بی‌اعتبار دانستن آثارش از سوی محققان دیگر شده‌است. یکی از تازه‌ترین ارزیابی‌های انتقادی در مورد او (کاستری و گریگوری، ۲۰۰۶)، به تفضیل به این موضوع پرداخته‌است. علی‌رغم این اوضاع، سخنرانی‌های آنلاین هاروی پیرامون نظام سرمایه، محبوبیت فراوانی یافته‌است، به‌طوری‌که بین ژوئن ۲۰۰۸ و مارس ۲۰۱۰ بالغ بر ۰۰۰/۷۰۰ صفحه از دیدگاه‌های مخاطبان به دستش رسیده‌است.
کتاب‌های هاروی به‌طور گسترده‌ای به زبان‌های دیگر ترجمه شده‌است، علی‌الخصوص به زبان‌های کره‌ای، اسپانیایی، ژاپنی، و ایتالیایی. همچنین برخی از آثار او به زبان‌های عربی، ترکی، نروژی، پرتغالی، روسی، آلمانی، یونانی، چینی، لهستانی، سوئدی و رومانیایی ترجمه شده‌است. او موفق به دریافت درجهٔ دکترای افتخاری از "روسکیلد" (دانمارک)، "بوینس آیرس" (آرژانتین)، "آپسالا" (سوئد)، "دانشگاه ایالت اوهایو" (ایالات متحد آمریکا)، "دانشگاه لاند" (سوئد) و "دانشگاه کنت" (بریتانیا) شده‌است. از دیگر جوایزی که هاروی دریافت کرده‌است می‌توان به این موارد اشاره کرد: "نشان طلای اندرس رتزیوس (Anders Retzius Gold Medal) از انجمن انسان‌شناسی و جغرافیای سوئد، "نشان پترون (Patron’s Mental) از انجمن پادشاهی جغرافیا، و "جایزه بین‌المللی Vautrin Lud در رشتهٔ جغرافیاً از فرانسه. وی در سال ۱۹۹۸ به عضویت "آکادمی بریتانیاً درآمد، و در سال ۲۰۰۷ برای عضویت در "آکادمی هنرها و علوم آمریکاً انتخاب شد.